# Engabiada
Engabiada (originalment en anglès, Caged) és una pel·lícula dels Estats Units dirigida per John Cromwell, estrenada el 1950. S'ha subtitulat al català.

## Argument[2]
Una dona casada de 19 anys (Eleanor Parker) anomenada Marie Allen és enviada a presó, després d'una temptativa de robatori a mà armada realitzada amb el seu jove marit, Tom (que és mort). A la presó, descobreix que està embarassada de dos mesos. Malgrat la crueltat de la carcellera Evelyn Harper (Hope Emerson), dona a llum un bebè en bona salut i vol concedir-ne "temporalment" la custòdia a la seva mare. L'objectiu és de tornar a fer-se càrrec del bebè al seu alliberament.
Tanmateix, la seva mare informe Marie que el seu despietat sogre ha decidit que, en cap cas, no acceptarà el nen a la seva casa, i utilitza les excuses que és «massa vella» i «no té un sou al seu nom» com raons per a no deixar-lo i ajudar Marie. La presó l'obliga a donar definitivament el nen en adopció. Maria no tornarà a veure mai el seu bebè. Després del seu contacte amb criminals endurits i oficials de presons sàdics, al final de la pel·lícula, surt de la presó una dona endurida, amb deutes amb els criminals que han contribuït a la seva sortida de la presó.

## Repartiment
- Eleanor Parker: Marie Allen
- Agnes Moorehead: Ruth Benton
- Ellen Corby: Emma Barber
- Hope Emerson: Evelyn Harper
- Betty Garde: Kitty Stark
- Jan Sterling: Smoochie
- Lee Patrick: Elvira Powell
- Olive Deering: June
- Jane Darwell: Isolation Matron
- Gertrude Michael: Georgia Harrison
- Sheila MacRae: Helen
- Edith Evanson: Miss Barker
- Queenie Smith (no surt als crèdits): Mrs. Warren
- Charles Meredith

## Premis i nominacions

### Premis
- 1950: Millor actriu per Eleanor Parker

### Nominacions
- 1951: Oscar a la millor actriu per Eleanor Parker
- 1951: Oscar a la millor actriu secundària per Hope Emerson
- 1951: Oscar al millor guió adaptat per Virginia Kellogg i Bernard C. Schoenfeld
- 1950: Lleó d'Or per John Cromwell